# فرودگاه شهری آن آربور
فرودگاه شهری آن آربور (به انگلیسی: Ann Arbor Municipal Airport) یک فرودگاه است که یک باند فرود بتن دارد و طول باند آن ۱۰۶۷ متر است. این فرودگاه در شهر آن آربور، میشیگان کشور ایالات متحده آمریکا قرار دارد و در ارتفاع ۸۳۹ متری از سطح دریا واقع شده است.